# Leergasschalter

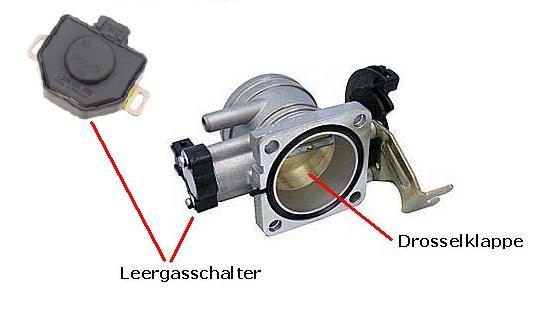
Leergasschalter

Leergasschalter (in der Automobil- und Motorenbranche kurz: LGS) ist ein Schalter oder Impulsgeber, der bei der Steuerung des Einspritzsystems in Verbrennungsmotoren verwendet wird. Zielsetzung ist die Erkennung des Schubbetriebes und damit die Umsetzung der Schubabschaltung zum Zwecke der Reduzierung des Kraftstoffverbrauchs.

## Technische Beschreibung
Die Erkennung des Schubbetriebes – d. h. das Fahrzeug treibt den Motor an – erfolgt unter zwei Grundannahmen:
- Es wird kein Gas gegeben
- Die Motordrehzahl liegt signifikant über der Selbsterhaltungsdrehzahl (Leerlauf)

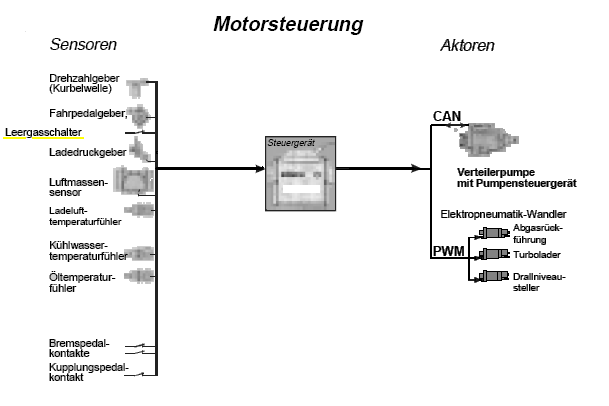
Schema Engine Control Unit

Der Leergasschalter befindet sich im Ansaugkanal der Verbrennungsluft und steht in direkter Verbindung mit der Drosselklappe. Bei mechanischen Einspritzpumpen ist der Leergasschalter mit einem Öffner- oder Schließerkontakt bestückt. Entsprechend der Stellung des Gaspedals wird ein Hubmagnet, der über ein Gestänge mit der Einspritzpumpe verbunden ist, betätigt.
Bei modernen, von einer Engine Control Unit gesteuerten Einspritzanlagen schalten LGS und ein digitaler Pedalwert-Geber (PWG) ihre Werte (Stellung des Gaspedals) in ein Speicherregister. Diese Zählwerte werden mit einem den Motorkenndaten angepassten Sollwert verglichen. Wenn die Signale aus dem Pedalwert vom PWG-Sender und der Kontakt des Leergasschalters plausibel sind, wird der entsprechende Einspritzwert freigegeben.

### Funktionsweise am Beispiel einer mechanischen Einspritzanlage
In der Gaspedalposition Leerlauf und bei geschlossener Drosselklappe (Motordrehzahl < 1000/min) trennt der Leergasschalter die Stromzufuhr zu einem Hubmagneten. Das Hubgestänge schließt darauf die Treibstoffzufuhr. Dieser Betriebszustand ist als Schubabschaltung bekannt.
Bei Motoren in Verbindung mit Automatikgetrieben ist der Leergasschalter oft mit einem Kickdownschalter gekoppelt, der sich unter Gaspedal befindet. Wird aus der Leerlaufposition Pedal abrupt durchgetreten, öffnet die Drosselklappe voll. Die Kontakte des Leergasschalters und des Kickdownschalters schließen, der Hubmagnet zieht an und das Hubgestänge gibt die volle Einspritzmenge frei.

## Anwendungen
Mercedes-Benz setzte eine solche Zusatzeinrichtung in den 1970er-Jahren bei ihren USA-Fahrzeugen ein. Dazu besaß die mechanische Einspritzpumpe einen Stoppmagneten, der die Regelstange auf Nullförderung ziehen konnte. Temperaturschalter am Zylinderkopf, ein Öldruckschalter (Automatik-Getriebe) und ein Leergasschalter am Drosselklappenstutzen steuerten den Stoppmagneten an.